# On My Block (série de televisão)
On My Block é uma série de televisão estadunidense de comédia e drama adolescente, criada por Lauren Iungerich, Eddie Gonzalez e Jeremy Haft. A primeira temporada, consistindo de dez episódios, foi lançada na Netflix em 16 de março de 2018. Em 13 de abril de 2018, a série foi renovada para uma segunda temporada, que estreou em 29 de março de 2019. Em 29 de abril de 2019, a série foi renovada para uma terceira temporada, que estreou em 11 de março de 2020. Em 29 de janeiro de 2021, a série foi renovada para uma quarta e última temporada, que estreou em 4 de outubro de 2021.
A série é estrelada por Sierra Capri, Jason Genao, Brett Gray, Diego Tinoco e Jessica Marie Garcia. O elenco diversificado da série, os enredos e as performances foram elogiados pela crítica.

## Premissa
Em um bairro marginalizado de Los Angeles, a amizade de quatro adolescentes é testada no início do ensino médio. Eles precisam lidar com os novos desafios que envolvem crescer no local que vivem, os papéis sociais e expectativas impostas. A série aborda questões como deportação, envolvimento com gangues e tem como diferencial um elenco majoritariamente negro e latino.

## Elenco
| Ator/Atriz           | Personagem                       | Temporada  | Temporada  | Temporada    | Temporada    |
| Ator/Atriz           | Personagem                       | 1          | 2          | 3            | 4            |
| Principal            | Principal                        | Principal  | Principal  | Principal    | Principal    |
| -------------------- | -------------------------------- | ---------- | ---------- | ------------ | ------------ |
| Diego Tinoco         | Cesar Diaz                       | Principal  | Principal  | Principal    | Principal    |
| Jason Genao          | Ruben "Ruby" Martinez Jr.        | Principal  | Principal  | Principal    | Principal    |
| Sierra Capri         | Monse Finnie                     | Principal  | Principal  | Principal    | Principal    |
| Brett Gray           | Jamal Turner                     | Principal  | Principal  | Principal    | Principal    |
| Ronni Hawk           | Olivia                           | Principal  | —          | —            | —            |
| Jessica Marie Garcia | Jasmine Flores                   | Recorrente | Principal  | Principal    | Principal    |
| Recorrente           |                                  |            |            |              |              |
| Julio Macias         | Oscar Diaz "Spooky / Assombrado" | Recorrente | Recorrente | Principal    | Principal    |
| Peggy Blow           | Marisol Martinez "Abuelita"      | Recorrente | Recorrente | Recorrente   | Principal    |
| Paula Garcés         | Geny Martinez                    | Recorrente | Recorrente | Recorrente   | Recorrente   |
| Jahking Guillory     | Latrelle                         | Recorrente | Recorrente | —            | Participação |
| Emilio Rivera        | Chivo                            | Recorrente | Recorrente | Participação | Recorrente   |

## Episódios

### Resumo
| Temporada | Temporada | Episódios | Episódios | Originalmente lançado |
| --------- | --------- | --------- | --------- | --------------------- |
|           | 1         | 10        | 10        | 16 de março de 2018   |
|           | 2         | 10        | 10        | 29 de março de 2019   |
|           | 3         | 8         | 8         | 11 de março de 2020   |
|           | 4         | 10        | 10        | 4 de outubro de 2021  |

### 1.ª Temporada - (2018)
| N.º na série | N.º na temp. | Título                           | Dirigido por     | Escrito por                                     | Exibição original   |
| --- | ------------ | -------------------------------- | ---------------- | ----------------------------------------------- | ------------------- |
| 1 | 1            | "Chapter One" "Capítulo Um"      | Lauren Iungerich | Jeremy Haft & Eddie Gonzalez & Lauren Iungerich | 16 de março de 2018 |
| No bairro de Freeridge, quatro melhores amigos, Ruby, Cesar, Monse e Jamal, estão quase no início de sua vida escolar quando Cesar está sem falar com Ruby e Jamal. Monse, tendo estado em um campo de redação por três meses, procura o motivo da briga que se revela ser a confissão de Cesar de Monse e o caso de amor secreto de Cesar. Monse confronta Cesar, que fez isso apenas para protegê-la de seu irmão, Oscar, que foi resgatado da prisão e o está forçando a se juntar à sua gangue. Jamal mente para seus pais sobre seu envolvimento no time de futebol, pois está interessado em encontrar uma grande soma de dinheiro roubada escondida no bairro. O caso de Cesar e Monse sendo real, ambos concordam em mantê-lo em segredo dos outros dois. |              |                                  |                  |                                                 |                     |
| 2 | 2            | "Chapter Two" "Capítulo Dois"    | Lauren Iungerich | Lauren Iungerich                                | 16 de março de 2018 |
| Para salvar Cesar de cair nas mãos de Oscar, Monse incentiva Ruby e Jamal a cooperar. Ruby é deixado de fora para convencer Oscar a deixar Cesar ir por causa de suas extraordinárias habilidades de manipular as pessoas pela conversa. Em vez de ceder, Oscar decide endurecer Cesar. Enquanto isso, os pais de Ruby recebem Olivia, uma amiga da família, em sua casa. Ruby eventualmente se apaixona por ela e ela se torna parte do grupo. |              |                                  |                  |                                                 |                     |
| 3 | 3            | "Chapter Three" "Capítulo Três"  | Steven Tsuchida  | Robert Sudduth                                  | 16 de março de 2018 |
| À medida que Monse e Cesar continuam seu relacionamento, eles se deparam com o desafio da dança do baile de boas-vindas em sua escola, ao qual Monse reluta. Cesar começa a cometer os crimes de Oscar por ordem dele. Ruby dá o melhor de si para fazer uma parceria com Olivia para dançar. Jamal recebe a ajuda da avó de Ruby, Marisol, para obter uma pista do dinheiro roubado. Com a dica de Marisol, Jamal encontra o endereço da namorada de Frankie em Brentwood, Frankie sendo um dos responsáveis pelo roubo. O baile de boas-vindas foi cancelado por causa de um incidente na frente da escola. Cesar faz todo mundo cair na casa de Monse. Ela declara Cesar inseguro na frente de Olivia, o que o deixa chateado.                                 |              |                                  |                  |                                                 |                     |
| 4 | 4            | "Chapter Four" "Capítulo Quatro" | Steven Tsuchida  | Eddie Gonzalez & Jeremy Haft                    | 16 de março de 2018 |
| No Halloween, Jamal convence a turma a fazer doces ou travessuras em Brentwood. Enquanto Ruby, Cesar e Olivia brincam de doce ou travessura, Jamal e Monse seguem o exemplo de Marisol. Eles conhecem Rosé, namorada de Frankie e ex-dançarina do Soul Train. Ela conta a eles sobre Li'l Rickey, o melhor amigo de Frankie que Jamal deduz que pode ter escondido o dinheiro. Monse encontra uma senhora que ela suspeita ser sua mãe, que a deixou quando ela era jovem. Depois de voltar para Freeridge, Olivia beija Cesar. |              |                                  |                  |                                                 |                     |
| 5 | 5            | "Chapter Five" "Capítulo Cinco"  | Ryan Shiraki     | Jamie Uyeshiro                                  | 16 de março de 2018 |
| Ruby percebe que Olivia não gosta dele. Cesar conta a Jamal sobre seu beijo com Olivia. Jamal, confessando-se, dá a ele um limite de tempo até o qual ele pode guardar seu segredo. Enquanto Ruby chama Jamal em sua casa, Olivia também convida Monse. Enquanto o bairro fica fechado, Cesar corre para salvar sua vida sendo seguido por seu rival de gangue, Prophets. Quando Oscar aparece na casa de Ruby, fica claro que o bloqueio substitui sua busca, então ele se esconde lá. Como o tempo limite de Jamal está quase acabando, Cesar chega à casa de Ruby, mas é tarde demais para Olivia contar ao grupo sobre o beijo, para espanto de todos. |              |                                  |                  |                                                 |                     |
| 6 | 6            | "Chapter Six" "Capítulo Seis"    | Ryan Shiraki     | Adam Starks & Francesca Gailes                  | 16 de março de 2018 |
| Após a revelação, Ruby e Monse não falam mais com Cesar. Jamal aceita a ajuda de Ruby para convencer o técnico a deixá-lo no banco durante a partida de futebol. Enquanto Olivia corrige Ruby e Monse com Cesar, Jamal é forçado a cair quando metade de sua equipe é expulsa. Para surpresa de todos, Jamal vence a partida. Ele confessa aos pais que não gosta de futebol, com o qual eles consentem inesperadamente. |              |                                  |                  |                                                 |                     |
| 7 | 7            | "Chapter Seven" "Capítulo Sete"  | Steven Tsuchida  | Lauren Iungerich                                | 16 de março de 2018 |
| Cesar é forçado por Monse a continuar tendo um caso com Olivia pelo bem da unidade do grupo. Olivia conta ao grupo sobre sua próxima quinceañera, na qual Ruby fica obcecado em prepará-la. A busca de Jamal pelo dinheiro roubado, comumente conhecido como dinheiro RollerWorld, leva a um jardineiro, Chivo, que também é primo de Li'l Ricky. Ele encontra uma chave em um de seus gnomos de jardim. Enquanto Cesar pede a Monse para continuar seu relacionamento, Latrelle aponta uma arma para ele, um membro dos Prophets (Profetas). Monse pede a Jamal o dinheiro da RollerWorld para tirar Cesar da cidade. |              |                                  |                  |                                                 |                     |
| 8 | 8            | "Chapter Eight" "Capítulo Oito"  | Steven Tsuchida  | Eddie Gonzalez & Jeremy Haft & Lauren Iungerich | 16 de março de 2018 |
| Monse vira babá dos filhos de sua suspeita mãe, Julia, enquanto ela trabalha em um livro baseado em suas experiências pessoais. Quando Julia vê a foto do pai de Monse em seu telefone, ela soluça, confirmando que é a mãe de Monse. Oscar passa bons momentos com Cesar em uma praia, o que acaba sendo uma motivação para ele matar Latrelle, mas eles perdem a chance. Jamal descobre que a chave que encontrou é, na verdade, para uma casinha fora do berçário de Chivo. Ao destravar, ele encontra muitas caixas trancadas. |              |                                  |                  |                                                 |                     |
| 9 | 9            | "Chapter Nine" "Capítulo Nove"   | Lauren Iungerich | Eddie Gonzalez & Jeremy Haft                    | 16 de março de 2018 |
| Jamal pede ajuda a Monse e Ruby com as caixas. Eles encontram uma pista que os leva ao parque. Ruby sugere enviar Cesar de ônibus para uma fazenda distante, mas Jamal insiste em encontrar o dinheiro. Após uma série de checkpoints frenéticos, o grupo, junto com Marisol, acaba em uma igreja onde encontra uma caixa cheia de moedas de ouro que na verdade são chocolates. Ruby e Monse lutam com Jamal no fracasso. Cesar, perdendo a esperança, aponta uma arma para Latrelle. |              |                                  |                  |                                                 |                     |
| 10 | 10           | "Chapter Ten" "Capítulo Dez"     | Lauren Iungerich | Lauren Iungerich                                | 16 de março de 2018 |
| Na quinceañera de Olivia, Cesar aparece inesperadamente, revelando que deixou Latrelle ir. Jamal ainda busca mais pistas e acaba no campo de futebol. Olivia, descobrindo sobre o caso de Cesar e Monse, e percebendo seu amor por Ruby, de boa vontade termina com Cesar. Depois de cavar o chão e quase perder as esperanças, Jamal decide cavar. Enquanto isso, Latrelle aparece na quinceañera com uma arma. Ruby o prevê enquanto dança com Olivia e se move na frente de Cesar para salvá-lo. Latrelle atira e a bala passa por ele e Olivia. Latrelle então foge da cena. Ambulâncias os levam para o hospital quando Jamal é revelado como tendo encontrado o dinheiro.                                                                                   |              |                                  |                  |                                                 |                     |

### 2.ª Temporada - (2019)
| N.º na série | N.º na temp. | Título                                   | Dirigido por     | Escrito por                  | Exibição original   |
| --- | ------------ | ---------------------------------------- | ---------------- | ---------------------------- | ------------------- |
| 11 | 1            | "Chapter Eleven" "Capítulo Onze"         | Lauren Iungerich | Lauren Iungerich             | 29 de março de 2019 |
| Um mês após os eventos anteriores, é revelado que Olivia morreu devido ao tiro. Ruby acorda do coma e ainda está traumatizado pela morte de Olivia. Seu irmão, Mario, volta para casa de seu estágio com sua namorada branca, Amber. Amber descobriu que estava grávida de seu bebê, para desacordo de sua família. A gangue de Oscar, os Santos, estabelece uma trégua com os Profetas após os eventos anteriores. Cesar é expulso da gangue por Oscar por não matar Latrelle. O pai de Monse, Monty, também bane Cesar de suas terras, assim como Geny, a mãe de Ruby. Monty pede a Monse que prometa a ele não ter Cesar em sua casa e, como resultado, Cesar fica sem-teto.                                                                           |              |                                          |                  |                              |                     |
| 12 | 2            | "Chapter Twelve" "Capítulo Doze"         | Lauren Iungerich | Eddie Gonzalez & Jeremy Haft | 29 de março de 2019 |
| Jamal entra em pânico quando descobre que sua mãe deu sua bolsa de futebol, que na verdade tinha o dinheiro, para a Goodwill. Ele busca a ajuda de Monse e Cesar e consegue encontrar o dinheiro em uma das caixas da Goodwill. Por causa de uma briga pela posse do dinheiro, eles têm problemas com o policial Hammel. Com a ajuda de sua irritante colega de classe Jasmine, que é membro do programa The Explorer na delegacia, eles o distraem e economizam dinheiro. Ruby, agora no segundo estágio de luto, raiva, liga-se inesperadamente a Oscar. Jamal leva o dinheiro para sua casa, mas encontra o treinador Ron, que o processa pelo campo de futebol desenterrado. Monse, mantendo a promessa com seu pai, deixa Cesar dormir em seu carro. |              |                                          |                  |                              |                     |
| 13 | 3            | "Chapter Thirteen" "Capítulo Treze"      | Ryan Shiraki     | Jamie Uyeshiro               | 29 de março de 2019 |
| Cada vez mais ansioso, Jamal põe a mão no dinheiro - e paga por isso. Monse encontra um jeito de ajudar Cesar. Ruby envolve Jasmine numa tarefa complicada. |              |                                          |                  |                              |                     |
| 14 | 4            | "Chapter Fourteen" "Capítulo Catorze"    | Ryan Shiraki     | Christopher Encell           | 29 de março de 2019 |
| Cesar e Jamal arrumam companheiros estranhos. Jasmine ajuda Ruby a encontrar companhia para o baile dos namorados, e Monse recebe um ultimato doloroso. |              |                                          |                  |                              |                     |
| 15 | 5            | "Chapter Fiveteen" "Capítulo Quinze"     | Jeremy Haft      | Eddie Gonzalez & Jeremy Haft | 29 de março de 2019 |
| Uma tentativa de animar Ruby funciona além da conta. Jamal tenta convencer a avó de Ruby a procurar um remédio. |              |                                          |                  |                              |                     |
| 16 | 6            | "Chapter Sixteen" "Capítulo Dezesseis"   | Erica Watson     | Lauren Iungerich             | 29 de março de 2019 |
| Sem saber se aceita a oferta de Julia, Monse chama Ruby e Jamal para discutir a situaçã. Só que a visita da dupla não sai como planejado. |              |                                          |                  |                              |                     |
| 17 | 7            | "Chapter Seventeen" "Capítulo Dezessete" | Ryan Shiraki     | Sonia Kharkar                | 29 de março de 2019 |
| Os preparativos para o chá de bebê despertam o que há de pior na mãe de Ruby. Marcio e Cesar têm dores de consciência, e Jamal teme que o dinheiro seja amaldiçoado. |              |                                          |                  |                              |                     |
| 18 | 8            | "Chapter Eighteen" "Capítulo Dezoito"    | Ryan Shiraki     | Adam Starks                  | 29 de março de 2019 |
| Uma velha inimizade está de volta. Os amigos amigos tentam, como uma só solução, lavar o dinheiro e encontrar um lugar para Cesar morar. |              |                                          |                  |                              |                     |
| 19 | 9            | "Chapter Nineteen" "Capítulo Dezenove"   | Lauren Iungerich | Eddie Gonzalez & Jeremy Haft | 29 de março de 2019 |
| Sem muita opção, Cesar recorre a medida drásticass. Agora, os amigos terão que recorrer a seu próprio plano. |              |                                          |                  |                              |                     |
| 20 | 10           | "Chapter Twenty" "Capítulo Vinte"        | Lauren Iungerich | Lauren Iungerich             | 29 de março de 2019 |
| Cesar tenta acertar as coisas com Monse, que toma uma decisão sobre o próprio futuro. |              |                                          |                  |                              |                     |

### 3.ª Temporada - (2020)
| N.º na série | N.º na temp. | Título                                          | Dirigido por     | Escrito por                       | Exibição original   |
| --- | ------------ | ----------------------------------------------- | ---------------- | --------------------------------- | ------------------- |
| 21 | 1            | "Chapter Twenty-One" "Capítulo Vinte e Um"      | Lauren Iungerich | Lauren Iungerich                  | 11 de março de 2020 |
| Depois de serem pegos na rua, Monse, Jamal, Ruby e Cesar ficam cara a cara com sua sequestradora, que faz uma oferta irrecusável.                                     |              |                                                 |                  |                                   |                     |
| 22 | 2            | "Chapter Twenty-Two" "Capítulo Vinte e Dois"    | Lauren Iungerich | Eddie Gonzalez & Jeremy Haft      | 11 de março de 2020 |
| A nova missão do grupo desperta a mania de controle de Jamal. Oscar fica furioso quando Cesar estabelece um vínculo com o visitante. Jasmine muda o visual de Monse.  |              |                                                 |                  |                                   |                     |
| 23 | 3            | "Chapter Twenty-Three" "Capítulo Vinte e Três"  | Valerie Finkel   | Jamie Uyeshiro                    | 11 de março de 2020 |
| Jamal se envolve com uma suposta perseguidora. O esquema de Ruby para ganhar uma grana pode fazer mal para sua saúde. Monse e Jasmine enchem a cara.                  |              |                                                 |                  |                                   |                     |
| 24 | 4            | "Chapter Twenty-Four" "Capítulo Vinte e Quatro" | Jeremy Haft      | Christopher Encell                | 11 de março de 2020 |
| Enquanto o grupo diminui a lista de suspeitos, Cesar convida Monse para um encontro romântico, Ruby se sente atraído por alguém e Jamal precisa de conselhos sexuais. |              |                                                 |                  |                                   |                     |
| 25 | 5            | "Chapter Twenty-Five" "Capítulo Vinte e Cinco"  | Ryan Shiraki     | Lauren Iungerich                  | 11 de março de 2020 |
| Jamal dá uma força para Monse superar uma crise e investiga uma nova pista. Ruby perde o controle. Oscar tenta negociar com Cuchillos.                                |              |                                                 |                  |                                   |                     |
| 26 | 6            | "Chapter Twenty-Six" "Capítulo Vinte e Seis"    | Ryan Shiraki     | Sonia Kharkar & Adam Starks       | 11 de março de 2020 |
| Quando uma antiga fita cassete fornece uma pista importante, o grupo se infiltra numa gravação de um videoclipe onde rolam confissões, beijos e segredos revelados.   |              |                                                 |                  |                                   |                     |
| 27 | 7            | "Chapter Twenty-Seven" "Capítulo Vinte e Sete"  | Lauren Iungerich | Eddie Gonzalez & Jeremy Haft      | 11 de março de 2020 |
| Depois de descobir o plano de Cuchillos, a turma coloca em prática uma estratégia que vai testar a lealdade e a amizade de todos.                                     |              |                                                 |                  |                                   |                     |
| 28 | 8            | "Chapter Twenty-Eight" "Capítulo Vinte e Oito"  | Lauren Iungerich | Lauren Iungerich & Auriel Rudnick | 11 de março de 2020 |
| Uma caminhada na floresta e uma descoberta surpreendente vão obrigar o grupo a tomar decisões difíceis que vão alterar sua amizade e seu futuro para sempre.          |              |                                                 |                  |                                   |                     |

### 4.ª Temporada - (2021)
| N.º na série | N.º na temp. | Título                                           | Dirigido por     | Escrito por                                 | Lançamento           |
| --- | ------------ | ------------------------------------------------ | ---------------- | ------------------------------------------- | -------------------- |
| 29 | 1            | "Chapter Twenty-Nine" "Capítulo Vinte e Nove"    | Lauren Iungerich | Lauren Iungerich                            | 4 de outubro de 2021 |
| Jamal se intromete no sonho de Ruby de ser líder de classe, e Jasmine parte para o ataque. Oscar alerta Cesar de perigos no horizonte.                        |              |                                                  |                  |                                             |                      |
| 30 | 2            | "Chapter Thirty" "Capítulo Trinta"               | Paula Garcés     | Eddie Gonzalez & Jeremy Haft                | 4 de outubro de 2021 |
| A eleição para líder de classe vira uma confusão. Jamal retoma o contato com uma velha amiga. Ruby se sente sufocado por Jasmine. Cesar dá um recado a Oscar. |              |                                                  |                  |                                             |                      |
| 31 | 3            | "Chapter Thirty-One" "Capítulo Trinta e Um"      | Alexi Gonzalez   | Sonia Kharkar                               | 4 de outubro de 2021 |
| De volta a Freeridge para o Natal, Monse se lembra por que saiu de lá. Ruby e Jasmine se aconselham com os amigos.                                            |              |                                                  |                  |                                             |                      |
| 32 | 4            | "Chapter Thirty-Two" "Capítulo Trinta e Dois"    | Arlyn Richardson | Jamie Uyeshiro                              | 4 de outubro de 2021 |
| Um segredo antigo deixa os quatro amigos em maus lençóis. Depois de confrontar Monse sobre uma ligação, Jamal estabelece um vínculo inesperado.               |              |                                                  |                  |                                             |                      |
| 33 | 5            | "Chapter Thirty-Three" "Capítulo Trinta e Três"  | Jeremy Haft      | Adam Starks                                 | 4 de outubro de 2021 |
| Ruby está obcecado pelo homem misterioso de Jasmine. Cesar lida com problemas na turma. Todos ficam preocupados com algumas cartas sinistras.                 |              |                                                  |                  |                                             |                      |
| 34 | 6            | "Chapter Thirty-Four" "Capítulo Trinta e Quatro" | Jeremy Haft      | Eddie Gonzalez & Jeremy Haft                | 4 de outubro de 2021 |
| Com as emoções à flor da pele, Ruby, Jamal e Monse contam a verdade. Cesar pensa em vingança. Jasmine decide priorizar o autocuidado.                         |              |                                                  |                  |                                             |                      |
| 35 | 7            | "Chapter Thirty-Five" "Capítulo Trinta e Cinco"  | Valerie Finkel   | Vivian Huang                                | 4 de outubro de 2021 |
| Monse, Jamal e Ruby ajudam Cesar com uma tarefa difícil em um dia cheio de emoções.                                                                           |              |                                                  |                  |                                             |                      |
| 36 | 8            | "Chapter Thirty-Six" "Capítulo Trinta e Seis"    | Valerie Finkel   | Jamie Uyeshiro, Sonia Kharkar & Adam Starks | 4 de outubro de 2021 |
| Jamal acorda confuso depois de uma noite de farra. Monse tira conclusões precipitadas sobre Cesar. Ruby toma uma decisão.                                     |              |                                                  |                  |                                             |                      |
| 37 | 9            | "Chapter Thirty-Seven" "Capítulo Trinta e Sete"  | Eli Gonda        | Eddie Gonzalez & Jeremy Haft                | 4 de outubro de 2021 |
| Com o baile de formatura se aproximando, Jamal quer encontrar o tema perfeito. Ruby busca o par ideal. Abuelita faz uma confissão.                            |              |                                                  |                  |                                             |                      |
| 38 | 10           | "The Final Chapter" "Capítulo Final"             | Lauren Iungerich | Lauren Iungerich                            | 4 de outubro de 2021 |
| Jamal tenta descobrir quem o está seguindo. Os preparativos de Ruby para o baile dão errado. Os amigos se reúnem para uma última celebração.                  |              |                                                  |                  |                                             |                      |

## Lançamento
No dia 13 de abril de 2018, a Netflix confirmou a segunda temporada de On My Block, que teve todos os episódios disponíveis em 29 de março de 2019. No dia 29 de abril de 2019, a Netflix confirmou a terceira temporada, exatamente um mês após lançamento da segunda temporada.

## Produção
Em agosto de 2019, os atores em uma ação conjunta, pediram um aumento para gravar a terceira temporada da série, nas duas primeiras temporadas, os quatro protagonistas ganhavam US$ 20 mil por episódio. De acordo com o The Hollywood Reporter, a negociação durou cerca de um mês. Inicialmente, os quatro protagonistas queriam ganhar US$ 1,75 milhão por uma temporada. Dividindo esse valor por oito, eles receberiam US$ 218 mil por episódio; uma quantia maior do que cada um recebeu para filmar os dois primeiros anos da série. Segundo as fontes do The Hollywood Reporter, a Netflix foi firme nas negociações, uma vez que On My Block faz parte da divisão de produções de baixo orçamento, o serviço de streaming propôs pagar US$ 30 mil e US$ 40 mil por episódio. A negociações terminaram com os quatros protagonistas recebendo US$ 81.250 por cada episódio para a terceira temporada, e um novo contrato que prevê os salários que os protagonistas receberão nos dois próximos anos da série. Caso ela seja renovada mais duas vezes, eles ganharão entre US$ 650 mil e 850 mil na quarta temporada, e US$ 1,05 milhão na quinta temporada.
No dia 29 de janeiro de 2021, dez meses após a exibição da terceira temporada, a Netflix anunciou que On My Block vai acabar na quarta temporada. Os cocriadores Lauren Iungerich, Eddie Gonzalez e Jeremy Haft iriam concluir a trama em mais 10 episódios, que foram lançados em 4 de outubro de 2021.

## Recepção

### Resposta da crítica
On My Block teve recepção positiva por parte da crítica especializada. No agregador de resenhas Rotten Tomatoes, a série recebeu uma aprovação de 95%, com base em 22 avaliações, com uma classificação média de 7.83/10. O consenso crítico do site diz: "Encantador, realista e focado em comunidades sub-representadas, On My Block é a trégua de dramas adolescentes estilizados que você não sabia que precisava." No Metacritic, a série tem uma nota de 72 em 100, com base em 4 críticos. No IMDb, reservado para a avaliação do público, a série tem uma nota de 7.7/10. Trey Mangum da Shadow and Act escreveu: "On My Block é diferente de tudo que vimos na televisão em relação à experiência de crescimento. As estrelas são jovens negros, lidando com problemas reais que acontecem nas comunidades que eles têm para discutir durante este momento crucial em suas vidas. Para uma adorável história sobre amizade e questões sociais oportunas, junto com uma atuação jovem excelente, aqui está sua próxima farra." Alexis Gunderson do Paste disse: "Quando os créditos finais chegaram, fica claro que nem um segundo dos 10 curtos episódios da temporada foi desperdiçado: cada linha foi medida, cada faixa de fundo meticulosamente calibrada, cada mudança tonal inicialmente chocante configurada precisamente para um efeito cumulativo singular que chega ao os momentos finais da temporada como um soco no peito você percebe tarde demais que deveria ter visto vindo de um quilômetro de distância." Matt Seitz da New York Magazine escreveu: "Uma das muitas coisas notáveis sobre esta série é como ela envolve o crime e a guerra a violência potencial na vida cotidiana, algo que os seriados brancos nunca fazem, a menos que seja um Episódio Muito Especial."
A segunda temporada tem um índice de aprovação de 100% no Rotten Tomatoes, com base em 9 avaliações, com uma classificação média de 7.9/10. A terceira temporada detém um índice de aprovação de 91% do índice de aprovação do Rotten Tomatoes, com base em 11 avaliações, com uma classificação média de 8/10. O consenso dos críticos do site afirma: "On My Block ainda soa verdadeiro em uma terceira temporada animada que entrelaça alegria e perigo com a autenticidade característica da série."

### Prêmios e indicações
| Ano  | Indicação          | Categoria                      | Nomeação             | Resultado | Ref.   |
| ---- | ------------------ | ------------------------------ | -------------------- | --------- | ------ |
| 2018 | Teen Choice Awards | Programa de TV de Sucesso      | On My Block          | Venceu    | [ 26 ] |
| 2019 | Teen Choice Awards | Atriz de TV de Verão Escolhida | Jessica Marie Garcia | Indicado  | [ 27 ] |
| 2019 | Teen Choice Awards | Ator de TV de Verão Escolhido  | Diego Tinoco         | Indicado  | [ 27 ] |

## Spin-off
Em 27 de setembro de 2021, um spin-off de On My Block, intitulado Freeridge, foi encomendado à série pela Netflix. Foi criado por Lauren Iungerich, Eddie Gonzalez, Jeremy Haft, Jamie Uyeshiro e Jamie Dooner.